# Droga wojewódzka nr 296
Droga wojewódzka nr 296 (DW296) – droga wojewódzka w zachodniej części Polski w Lubuskiem (46,1 km) i Dolnośląskiem; prowadzi przez Bory Dolnośląskie. Przebiega przez powiaty: nowosolski, żagański, zgorzelecki, bolesławiecki, lubański.

## Historia numeracji
Na przestrzeni lat trasa posiadała różne oznaczenia i klasyfikacje:

| Numer | Kategoria                                                             | Przebieg | Lata obowiązywania     | Źródło | Uwagi |
| ----- | --------------------------------------------------------------------- | --- | ---------------------- | --- | --- |
| R 99  | Reichsstraße                                                          | Freystadt (Kożuchów) – Sagan (Żagań) – Halbau (Iłowa)                                                              | ? – 1945               | Der Große Conti-Atlas für Kraftfahrer 1:500 000, wyd. 18, Hannover: Kartographischer Verlag der Continental Caoutchouc-Compagnie G.m.b.H., 1938. Brak numerów stron w książce | odcinki ówcześnie poza granicami Polski |
| ?     | b.d.                                                                  | Halbau (Iłowa) – Rauscha (Ruszów) – Neuhammer Oberlausitz (Jagodzin) – Rothwasser (Czerwona Woda) – Lauban (Lubań) | ? – 1945               | Der Große Conti-Atlas für Kraftfahrer 1:500 000, wyd. 18, Hannover: Kartographischer Verlag der Continental Caoutchouc-Compagnie G.m.b.H., 1938. Brak numerów stron w książce | odcinki ówcześnie poza granicami Polski |
| ?     | droga drugorzędna                                                     | Kożuchów – Żagań – Iłowa                                                                                           | 1952–1986              | - Mapa samochodowa Polski 1:1 000 , Warszawa: Państwowe Przedsiębiorstwo Wydawnictw Kartograficznych, 1962. Brak numerów stron w książce - Atlas samochodowy Polski 1:500 000. Wyd. IV. Warszawa: Państwowe Przedsiębiorstwo Wydawnictw Kartograficznych, 1965. Brak numerów stron w książce | 1. nieznana numeracja 2. kategoria na podstawie ówcześnie wydawanych map i atlasów drogowych                                                                                            |
| z19   | • droga państwowa IV klasy: do 1985 r. • droga krajowa: od 30 IX 1985 | Iłowa – Ruszów – Lubań                                                                                             | 1970–1986              | - Województwo wrocławskie: sieć dróg państwowych 1:300 000, 1970. - Sieć dróg – RDP Lwówek Śl., 1974. - Samochodowy atlas Polski 1:500 000. Wyd. V. Warszawa: Państwowe Przedsiębiorstwo Wydawnictw Kartograficznych, 1979. ISBN 83-7000-017-7. Brak numerów stron w książce - Samochodowy atlas Polski 1:500 000. Wyd. IX. Warszawa: Państwowe Przedsiębiorstwo Wydawnictw Kartograficznych, 1984. Brak numerów stron w książce - Samochodowy atlas Polski 1:500 000. Wyd. IX. Warszawa: Państwowe Przedsiębiorstwo Wydawnictw Kartograficznych, 1985. Brak numerów stron w książce                                                                                     | - litera z była przypisana do tablic rejestracyjnych z ówczesnego województwa zielonogórskiego - na mapach i atlasach samochodowych PPWK oznaczana jako droga drugorzędna bez numeracji |
| 296   | droga krajowa                                                         | Kożuchów – Żagań – Iłowa – Ruszów – Lubań                                                                          | 14 II 1986–31 XII 1998 | - Uchwała nr 192 Rady Ministrów z dnia 2 grudnia 1985 r. w sprawie zaliczenia dróg do kategorii dróg krajowych (M.P. z 1986 r. nr 3, poz. 16) - Polska: Atlas samochodowy 1:300 000. Wyd. pierwsze. Warszawa/Wrocław: Polskie Przedsiębiorstwo Wydawnictw Kartograficznych, 1992. ISBN 83-7000-080-0. Brak numerów stron w książce - Polska: Mapa samochodowa 1:700 000, wyd. 1, Szczecin: Wydawnictwo Kartograficzne KOMPAS, 1996–1997, ISBN 83-904373-2-5. Brak numerów stron w książce - Polska: Mapa samochodowa 1:700 000, wyd. II Zmienione i poprawione, Szczecin: Wydawnictwo Kartograficzne KOMPAS, 1997–1998, ISBN 83-904373-3-3. Brak numerów stron w książce | |
| 296   | droga wojewódzka                                                      | Kożuchów – Żagań – Iłowa – Ruszów – Lubań                                                                          | od 1 stycznia 1999     | - Rozporządzenie Rady Ministrów z dnia 15 grudnia 1998 r. w sprawie ustalenia wykazu dróg krajowych i wojewódzkich (Dz.U. z 1998 r. nr 160, poz. 1071) - Polska: autoatlas 1:300 000, Autoatlas opracowano dla potrzeb Polskiego Koncernu Naftowego ORLEN Spółka Akcyjna, Warszawa: ABW Sp. z o.o., 2001, ISBN 83-915542-0-1. Brak numerów stron w książce - Polska: Mapa samochodowa 1:700 000, wyd. XXVII, Dom Wydawniczy PWN, 2016, ISBN 978-83-7705-942-5. Brak numerów stron w książce - Atlas samochodowy Polski 1:200 000 dla profesjonalistów. Wyd. IX. Warszawa: Dom Wydawniczy PWN, 2017. ISBN 978-83-7705-978-4. Brak numerów stron w książce                 | informacje dla ruchu ciężkiego |

## Dopuszczalny nacisk na oś
Od 13 marca 2021 roku na całej długości drogi dozwolony jest ruch pojazdów o nacisku pojedynczej osi napędowej do 11,5 tony z wyjątkiem określonych miejsc oznaczonych znakiem zakazu B-19.

### Do 13 marca 2021 r.
W latach 2015–2021 droga wojewódzka nr 296 była objęta ograniczeniami dopuszczalnego nacisku pojedynczej osi:
| Znak  | Dopuszczalny nacisk | Odcinek                                                |
| ----- | ------------------- | ------------------------------------------------------ |
| DW296 | do 10 ton           | węzeł „Godzieszów” – Lubań                             |
| DW296 | do 8 ton            | Kożuchów – Żagań – Iłowa – Ruszów – węzeł „Godzieszów” |

## Miejscowości leżące przy trasie DW296
- Kożuchów
- Żagań
- Iłowa
- Ruszów
- Węgliniec
- Czerwona Woda
- Lubań